# Das Paradiesexperiment
Das Paradiesexperiment (Originaltitel: Paradise) ist die 15. Folge der zweiten Staffel der US-amerikanischen Science-Fiction-Fernsehserie Star Trek: Deep Space Nine. Sie wurde in den Vereinigten Staaten über Syndication vermarktet und erstmals am 13. Februar 1994 auf verschiedenen Fernsehsendern ausgestrahlt. In Deutschland war sie zum ersten Mal am 16. September 1994 in einer synchronisierten Fassung auf Sat.1 zu sehen.

## Handlung
Im Jahr 2370 bei Sternzeit 47573.1 fliegen Benjamin Sisko und Miles O’Brien, der Kommandant und der Chefingenieur der Raumstation Deep Space Nine, mit dem Runabout USS Rio Grande einige Sternensysteme in der Nähe des neuentdeckten Wurmlochs ab, um sie auf ihre Eignung für die Gründung von Kolonien zu untersuchen. Dabei stoßen sie auf den vielversprechenden Planeten Orellius, doch sie stellen fest, dass es dort bereits eine bislang nicht verzeichnete menschliche Siedlung gibt. Aufgrund eines schwachen duonetischen Feldes scheint keine Kontaktaufnahme über Funk möglich. Sie beamen daher auf die Oberfläche, um sich persönlich vorzustellen. Auf dem Planeten müssen sie jedoch feststellen, dass das Feld all ihre Geräte unbrauchbar macht und die Funkverbindung zur Rio Grande unterbrochen hat.
Sie finden eine kleine Gemeinschaft von Kolonisten vor, die eigentlich nach Gemulon V unterwegs waren, dann aber mit ihrem Transportschiff Santa Maria auf diesem Planeten notlanden mussten. Auch ihre Geräte funktionierten nicht mehr. Sie fanden sich aber damit ab, funktionierten ihr Schiff zu einer Unterkunft um und führen nun seit zehn Jahren ein einfaches, bäuerliches Leben. Als Ursprung des duonetischen Feldes vermuten sie Gesteinsablagerungen. Sisko versichert, dass die Mannschaft von Deep Space Nine schon bald ein Rettungsteam schicken wird. Die Begeisterung hierüber hält sich jedoch in Grenzen. Alixus, die Anführerin der Kolonisten, scheint eher daran interessiert, Sisko und O’Brien in ihre Gemeinschaft zu integrieren und ihnen die Hoffnung auf Rettung möglichst schnell auszutreiben. Der ehemalige Ingenieur Joseph weist den beiden eine Unterkunft zu und Alixus bittet sie, sich während ihres Aufenthalts an den anstehenden Arbeiten zu beteiligen.
Sisko findet überall auf der Santa Maria handgeschriebene Bücher, die von Alixus verfasst wurden. Sie behandeln alle möglichen Themen, insbesondere aber die Kritik an der Abhängigkeit der Menschheit von moderner Technik. Sisko hält es für einen bemerkenswerten Zufall, dass eine Frau mit einer solchen Einstellung ausgerechnet auf einen Planeten verschlagen wurde, auf dem keinerlei Technik funktioniert. O’Brien durchsucht das Schiff nach irgendetwas, das ihm helfen könnte, die Rio Grande zu kontaktieren. Joseph erklärt ihm jedoch, dass alle nutzlos gewordenen technischen Geräte auf Alixus’ Geheiß entfernt wurden. Ihr Gespräch wird unterbrochen, als eine Frau namens Cassandra Joseph darüber informiert, dass sich der Gesundheitszustand eines kranken Gemeinschaftsmitglieds namens Meg verschlechtert hat. Meg ist eine junge Frau, die durch einen Insektenstich mit einer Krankheit infiziert wurde. Das Fehlen von moderner Medizintechnik versucht Alixus mehr schlecht als recht durch die Anwendung von Heilpflanzen zu kompensieren. Mehrere Mitglieder der Gemeinschaft sind schon an der Krankheit gestorben. Als er die Möglichkeiten anspricht, die sich durch den Kontakt mit einem Runabout bieten würden, wird Alixus’ Tonfall gegenüber Sisko deutlich schärfer. Sie hält seine Worte für „nicht konstruktiv“ und verlangt, dass er mit den anderen nicht mehr über eine mögliche Rettung redet. Außerdem legt sie ihm nahe, seine Uniform abzulegen, da es bei der Feldarbeit sehr heiß werden kann.
Während der Feldarbeit bemerken Sisko und O’Brien, wie eine Kiste geöffnet wird. Aus dieser wird ein völlig entkräfteter Mann namens Stephan gezogen. Alixus erklärt, er sei dort für einen Tag eingesperrt worden, weil er eine Kerze gestohlen hat. Sisko und O’Brien sind über eine solch harte Strafe entsetzt, doch Alixus meint, alle Kolonisten hätten dieses System freiwillig akzeptiert. Zudem sei es sehr effektiv: Weder Stephan noch irgendjemand, der seine Bestrafung miterlebt hat, würde jemals wieder stehlen. Am Abend erhält Sisko Besuch von Cassandra. Auch sie will ihn davon überzeugen, dass er sich schon bald an die Gebräuche der Gemeinschaft gewöhnen wird. Als sie anbietet, ihn zu massieren, merkt Sisko, dass sie von Alixus geschickt wurde, um mit ihm zu schlafen. Er stellt Alixus zur Rede und die streitet es nicht ab, behauptet aber, Cassandra habe sich freiwillig dazu entschieden und wollte es nur einfacher für ihn machen, sich in die Gemeinschaft einzufügen. Als Sisko den Verdacht äußert, dass Alixus die Santa Maria vielleicht absichtlich hierher gesteuert hat, lässt sie ihn für die Nachtwache einteilen. Am nächsten Morgen ist Sisko völlig übermüdet, tritt aber dennoch seine Arbeit auf dem Feld an. Wieder ignoriert er dabei Alixus’ Rat, seine Uniform auszuziehen.
Etwas später verkündet Alixus die traurige Nachricht, dass Meg trotz kurzzeitiger Hoffnung auf Besserung gestorben ist. Sie nutzt ihre Trauerrede dazu, O’Brien dafür zu beschuldigen, dass er immer noch nach einer Kommunikationsmöglichkeit mit der Rio Grande sucht. Er hat sich damit ihrer Auffassung nach der selbstsüchtigen Verschwendung wertvoller Zeit schuldig gemacht. An seiner Stelle beabsichtigt sie jedoch Sisko zu bestrafen, denn er ist sein kommandierender Offizier und somit für seine Taten verantwortlich. Sie lässt Sisko daher für einen Tag in die Kiste sperren.
Auf Deep Space Nine trifft unterdessen die Meldung ein, dass die Rio Grande führerlos durchs All treibt. Die erste Offizierin Kira Nerys und die Wissenschaftsoffizierin Jadzia Dax machen sich mit dem zweiten Runabout USS Orinoco auf den Weg, um sie abzufangen. Die Rio Grande bewegt sich mit Warpgeschwindigkeit und Dax muss sie erst mit einem Traktorstrahl einfangen und abbremsen, bevor sie an Bord beamen kann. Sie misst hohe Strahlenwerte und leitet ab, dass die Rio Grande offenbar in einen Stern gesteuert wurde. Der eingegebene Kurs war jedoch leicht fehlerhaft, weshalb sie nicht abstürzte, sondern auf einen neuen Kurs gelenkt wurde. Als Ausgangspunkt der Flugbahn bestimmt Dax den Stern Orellius Minor.
Sisko wird am nächsten Morgen aus der Kiste geholt und zu Alixus geführt. Sie klingt versöhnlich und bietet an, ihm zu helfen, fordert aber im Gegenzug auch seine Hilfe. Damit er Wasser trinken darf, soll er seine Uniform ablegen und neue Kleidung anziehen. Wortlos lehnt Sisko ab und wankt mit letzter Kraft zurück in die Kiste. O’Brien deutet er an, sich nicht einzumischen. Der will aber nicht tatenlos zusehen. Er untersucht die Gesteinsablagerungen in einer Höhle und kommt zu dem Schluss, dass diese unmöglich für das duonetische Feld verantwortlich sein können. Als Joseph ihn überrascht, muss er O’Brien zustimmen, doch er kann ihm nicht helfen oder ihn gewähren lassen, denn dann würde Alixus ihn bestrafen. Er lässt sich daher von O’Brien bewusstlos schlagen. O’Brien glaubt, mit einem improvisierten Kompass könne er die Quelle die Feldes ausfindig machen und er begibt sich auf die Suche. Als der Magnetstein des Kompasses zu kreiseln beginnt, ist er am Ziel. Zu seiner Überraschung findet er dort einen im Wald vergrabenen Generator vor. Kurz nach dieser Entdeckung wird er nur knapp von einem Pfeil verfehlt. O’Brien bemerkt, dass er von Alixus’ Sohn Vinod verfolgt wird. Es gelingt ihm, Vinod auszutricksen und zu überwältigen. Er deaktiviert den Generator und damit auch das duonetische Feld. Er kann nun seinen Phaser wieder benutzen und erzwingt damit im Dorf die Freilassung von Sisko.
Alixus muss jetzt zugeben, dass sie für das duonetische Feld verantwortlich war und den Absturz der Santa Maria absichtlich verursacht hat. Sie rechtfertigt sich damit, dass die Kolonisten erst hier auf Orellius ihre wahre Bestimmung gefunden hätten, während sie woanders langweilige Arbeiten verrichtet hätten und gar kriminell geworden wären. Sisko beschuldigt sie, für den Tod der erkrankten Gemeinschaftsmitglieder verantwortlich zu sein. In diesem Moment meldet sich Kira, die im Orbit von Orellius eingetroffen ist. Alixus und Vinod begleiten Sisko und O’Brien, um sich für ihre Taten zu verantworten. Die restlichen Kolonisten entschließen sich nach kurzem Überlegen aber alle zum Bleiben, denn Orellius ist inzwischen ihre Heimat geworden. Sie sind aber noch unentschieden, ob sie das duonetische Feld wieder aktivieren oder stattdessen in Zukunft moderne Technik nutzen wollen.

## Besonderheiten

### Verbindungen zu anderen Star-Trek-Produktionen
Gemäß der angegebenen Sternzeiten müsste Das Paradiesexperiment eigentlich parallel zu Folge 2.14 (O’Briens Identität) von Star Trek: Deep Space Nine spielen, was aber inhaltlich nicht möglich ist.
Der Planet Orellius ist in mehreren Folgen von Star Trek: Picard und Star Trek: Strange New Worlds auf Sternenkarten verzeichnet.

### Besonderheiten der deutschen Synchronfassung
In der deutschen Synchronfassung von Star Trek: Deep Space Nine wird nicht wie im englischen Original zwischen den kleineren Shuttlecrafts und den deutlich größeren Runabouts unterschieden, sondern beide werden mit dem Begriff „Shuttle“ übersetzt. Das führt in dieser Folge zu Verwirrung, als Joseph sagt, ihm seien „Shuttles“ unbekannt. Tatsächlich sind aber nur die Runabouts eine neue Erfindung, während die Shuttlecrafts bereits in allen früheren Serien des Star-Trek-Franchises zu sehen waren.

## Produktion

### Drehbuch
Die Folge entstand aus dem Wunsch heraus, die Figur des Benjamin Sisko weiter auszubauen und ihm die Gelegenheit zu geben, Mut und Willensstärke zu zeigen. Die Idee, dass sich Sisko mit einer sektenartigen Gemeinschaft auseinandersetzen muss, stammte von Michael Piller, den das Thema sehr interessierte, da ein Familienmitglied von ihm Mitglied in einer Sekte war. Jim Trombetta kreierte Alixus’ Gemeinschaft nach dem Vorbild der technologiefeindlichen Philosophie der Roten Khmer in Kambodscha.

### Darsteller
Die Hauptfiguren Odo (René Auberjonois), Julian Bashir (Siddig El Fadil), Jake Sisko (Cirroc Lofton) und Quark (Armin Shimerman) haben in dieser Folge keinen Auftritt.
Julia Nickson, Darstellerin von Cassandra, hatte zuvor bereits Fähnrich Lian T’Su in Folge 1.21 (Die Waffenhändler) von Raumschiff Enterprise – Das nächste Jahrhundert gespielt.
Erick Weiss, Darsteller von Stephan, hatte zuvor bereits Fähnrich Kane in zwei Folgen von Raumschiff Enterprise – Das nächste Jahrhundert gespielt.

### Drehorte und Kulissen
Das Santa-Maria-Set wurde auf dem Gelände der Paramount-Studios errichtet. Die Szene, in der O’Brien die Quelle des duonetischen Felds sucht, wurde hingegen im Vogelschutzgebiet des Griffith Parks in Los Angeles gedreht.

### Musik
Für die Untermalung der Szene am Ende der Folge, in der Alixus ihre Leute überzeugen will, in der Gemeinschaft zu bleiben, ließ sich Komponist Dennis McCarthy von protestantischer Kirchenmusik inspirieren.

## Rezeption
Keith DeCandido bewertete Das Paradiesexperiment 2013 auf tor.com als eine sehr gute Folge von Star Trek: Deep Space Nine. Er mochte den experimentellen Ansatz, dass die Hälfte der Hauptdarsteller gar nicht auftritt und die Folge weitgehend abseits der Station Deep Space Nine spielt. Herausragend fand DeCandido die Szene, in der Sisko Alixus’ Angebot verweigert und stattdessen unbeugsam zurück in seinen Käfig wankt. In dieser praktisch wortlos gespielten Szene wird Sisko für DeCandido endgültig als eine der besten Führungsfiguren im Star-Trek-Franchise definiert. Großartig fand er auch die Schauspielleistung von Gail Strickland, sowie die Ambivalenz zwischen Alixus’ Fanatismus und der tatsächlich funktionierenden Gemeinschaft, die von ihr aufgebaut wurde.
Charlie Jane Anders führte Das Paradiesexperiment 2014 auf gizmodo.com in einer Liste der 100 besten bis dahin ausgestrahlten Star-Trek-Folgen auf Platz 98.